# Municipio de Guryaani
El municipio de Gurjaani (en georgiano: გურჯაანის მუნიციპალიტეტი) es un municipio de Georgia, en la región de Kajetia. La capital es la ciudad de Gurjaani.